# Escalos de Baixo
Escalos de Baixo is een plaats (freguesia) in de Portugese gemeente Castelo Branco en telt 946 inwoners (2001).